# Котляр, Антон Станиславович
Анто́н Станисла́вович Котля́р (укр. Антон Станіславович Котляр; род. 7 марта 1993, Кировоград) — украинский футболист, полузащитник.

## Игровая карьера
Антон Котляр родился в Кировограде, где и начинал заниматься футболом. В сезоне 2004/05 защищал цвета местной ДЮСШ-2 в чемпионате ДЮФЛ. В 2006 году пополнил ряды академии киевского «Динамо», в составе которой блистал результативностью в течение первого сезона, однако несколько сдал во втором, после чего оказался в ильичёвском «Монолите». В Ильичёвске Антону удалось вернуть свой бомбардирский талант и летом 2009 года он снова вернулся в Киев. Выступал за «Динамо» в чемпионате ДЮФЛ, первенстве дублёров и чемпионате города, однако в 2011 году покинул клуб и перебрался в «Александрию». Был одним из лидеров команды в молодёжном первенстве, однако в первый состав не попадал и решил попробовать свои силы в других клубах.
В 2012 году Антон Котляр заключил соглашение с днепродзержинской «Сталью», выступавшей во второй лиге. Молодой полузащитник сразу же забронировал за собой место на правом фланге этого клуба. В сезоне 2013/14 Антону вместе с командой удалось получить «серебро» второй лиги и повыситься в классе, а уже через год «Сталь» повторила своё достижение в первой лиге. В том же сезоне 2014/15 Котляр стал лучшим бомбардиром Кубка Украины, забив в ворота соперников 5 мячей, 4 из которых с пенальти.
19 июля 2015 года в первом туре чемпионата Украины 2015/16 Котляр дебютировал в Премьер-лиге. «Сталь» открывала чемпионат матчем против действующего чемпиона киевского «Динамо». В этой игре Котляр в перерыве заменил Юрия Путраша.
В марте 2016 года перебрался в белорусский «Нафтан».
В июле 2016 года стал игроком ровенского «Вереса».
В феврале 2018 года стал игроком харьковского «Гелиоса».

## Достижения

### Командные
- Серебряный призёр Первой лиги Украины: 2014/15
- Бронзовый призёр Первой лиги Украины: 2016/17
- Серебряный призёр Второй лиги Украины: 2013/14